# 米巴赫河
51°00′44″N 7°13′16″E / 51.012095436850046°N 7.221052820186531°E

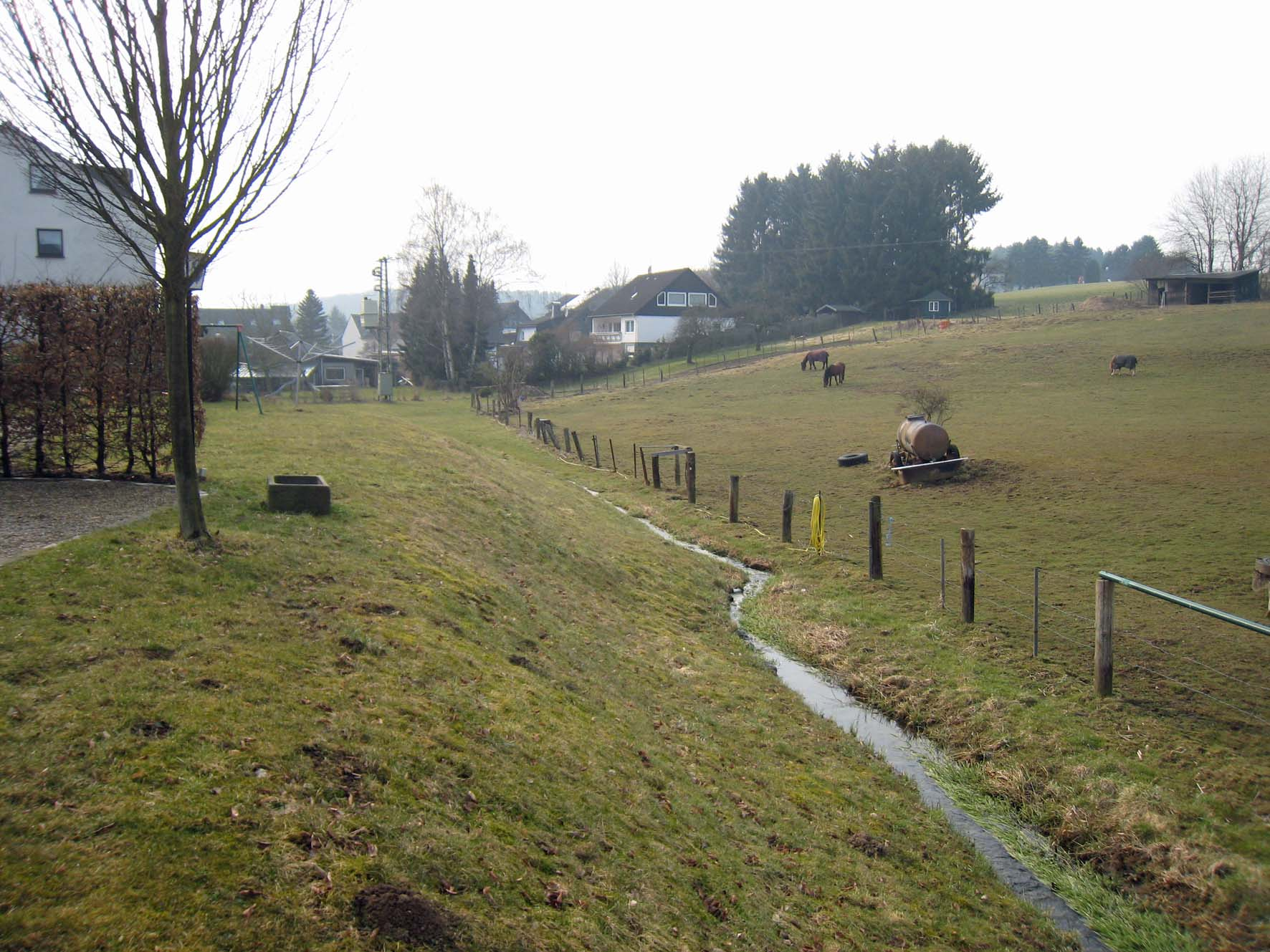
米巴赫河

米巴赫河（德語：Miebach），是德國的河流，位於該國西部，處於北萊茵-威斯特法倫州，屬於迪爾施巴赫河的支流，河道全長2.4公里，發源地海拔高度255米。